# 巴里·马博特
巴里·马博特（英語：Barrie Mabbott，1960年11月19日—），新西兰男子赛艇运动员。他曾代表新西兰参加1984年夏季奥林匹克运动会赛艇比赛，获得男子四人单桨有舵手铜牌。